# Dreihüttenwald
Dreihüttenwald är en skog i Österrike.   Den ligger i distriktet Bregenz och förbundslandet Vorarlberg, i den västra delen av landet.
Runt Dreihüttenwald är det ganska tätbefolkat, med 72 invånare per kvadratkilometer. Närmaste samhälle är Au.
I skogen förekommer kronhjort, gems, rådjur och mindre rovdjur.